# Bataille du Port-Ringeard

« Mauldits Angloys »

Huitième guerre de religion (1585–1598)
Batailles
Guerres de Religion en France
Prélude
- Mérindol (1545)
- Amboise (1560)
- Colloque de Poissy (1561)

Première guerre de Religion (1562-1563)
- Édit de Saint-Germain (1562)
- Massacre de Wassy (1562)
- Toulouse (1562)
- Vergt (1562)
- Rouen (1562)
- Dreux (1562)
- Orléans (1563)
- Paix d'Amboise (1563)

Deuxième guerre de Religion (1567-1568)
- Surprise de Meaux (1567)
- Michelade (1567)
- Saint-Denis (1567)
- Chartres (1568)
- Paix de Longjumeau (1568)

Troisième guerre de Religion (1568-1570)
- Jarnac (1569)
- La Roche-l'Abeille (1569)
- Poitiers (1569)
- Orthez (1569)
- Montcontour (1569)
- Saint-Jean-d'Angély (1569)
- Arnay-le-Duc (1570)
- Rabastens (1570)
- Paix de Saint-Germain-en-Laye (1570)

Quatrième guerre de Religion (1572-1573)
- Saint-Barthélemy (1572)
- Sancerre (1572-1573)
- Sommières (1573)
- La Rochelle (1573)

Cinquième guerre de Religion (1574-1576)
- Dormans (1575)
- Édit de Beaulieu (1576)

Sixième guerre de Religion (1577)
- Paix de Bergerac (1577)
- Édit de Poitiers (1577)

Septième guerre de Religion (1579-1580)
- Traité de Nérac (1579)
- Paix du Fleix (1580)

Huitième guerre de Religion (1585-1598) 
Guerre des Trois Henri

- Traité de Joinville (1584)
- Édit de Nemours (1585)
- Jarrie (1587)
- Coutras (1587)
- Vimory (1587)
- Auneau (1587)
- Journée des Barricades (1588)
- Arques (1589)
- Ivry (1590)
- Paris (1590)
- Journée des Farines (1591)
- Chartes (1591)
- Poncharra (1591)
- Châtillon (1591)
- Rouen (1591-1592)
- Craon (1592)
- Port-Ringeard (1593)
- Fort Crozon (1594)
- Fontaine-Française (1595)
- Doullens (1595)
- Amiens (1597)
- Édit de Nantes (1598)

Rébellions huguenotes (1621-1629)
- Saumur (1621)
- Saint-Jean-d'Angély (1621)
- La Rochelle (1621)
- Montauban (1621)
- Riez (1622)
- Royan (1622)
- Sainte-Foy (1622)
- Nègrepelisse (1622)
- Saint-Antonin (1622)
- Montpellier (1622)
- Saint-Martin-de-Ré (1622)
- Traité de Montpellier (1622)
- Blavet (1625)
- Île de Ré (1625)
- Traité de Paris (1626)
- Saint-Martin-de-Ré (1627)
- La Rochelle (1627-1628)
- Privas (1629)
- Alès (1629)
- Montauban (1629)
- Paix d'Alès (1629)

Révocation de l'édit de Nantes (1685)
La bataille du Port-Ringeard a lieu le 2 mai 1593 dans le cadre des guerres de religion. Elle oppose l’armée royale aidée d'auxiliaires anglais à l’armée ligueuse.

## Circonstances
Rien d'important ne s'entreprenant en Bretagne à cause du changement de gouverneur, François d'Espinay de Saint-Luc, lieutenant-général de la province, voulait occuper sa troupe composée de deux régiments levés en Poitou, d'un certain nombre de cavaliers et d'environ 4 000 auxiliaires anglais; il vient ravager les environs de Laval, avec le dessein de tenter quelque chose contre la ville même, si la circonstance semblait favorable.
Il fait traverser la Mayenne près du Port-Ringeard, à un détachement d'environ 300 Anglais, destiné à protéger le passage du reste de la troupe. On en est averti à Laval ; le sieur de la Perraudière, lieutenant de Urbain de Laval Boisdauphin, prend bientôt pris son parti d'aller attaquer la petite avant-garde anglaise, et les habitants, irrités des incendies, volleries, et autres massacres de l'ennemi, s'unissent à lui pour les repousser. À leur tête marchent le sieur de la Gervaisière, capitaine de la ville, et René des Montilz, sieur de Montavallon, élu, et d'autres bourgeois des plus notables.
C'est à la porte marinière du moulin d'Étrogné qui faisait partie du domaine de la Houssaie, qu'eût lieu, au mois de mai 1593, la Bataille du Port-Ringeard. Le 2 mai 1593, assailli avec vigueur, la troupe adverse plie d'abord et se retire jusqu'à la rivière avec de très grandes pertes. Mais Saint-Luc, voyant le danger des siens, passe lui-même la Mayenne avec un détachement considérable et John Norreys le général anglais. Ils chargent à leur tour les Ligueurs, une troupe moins nombreuse et moins aguerrie, la forcent à battre en retrait, la poursuivent jusqu'aux faubourgs de Laval et se vengent de la journée d'Ambrières, en ne faisant point de quartier.
Plus de 300 hommes de la troupe lavalloise demeurent sur le champ de bataille. Pourtant Saint-Luc n'ose poursuivre son avantage et d'essayer d'entrer dans Laval. Il demeure aux environs, à Parné et à Entrammes, d'où il ne tarde pas à retourner en Bretagne. Pour Jacques Le Blanc de La Vignolle, la ville eût été prise et pillée sans l'arrivée d'Urbain de Laval-Boisdauphin qui entra par la porte Beucheresse avec 300 cavaliers et rassura les habitans.
Le récit est décrit aussi par Philippe Duplessis-Mornay et Jacques Le Blanc de La Vignolle.
104 Lavallois, ouvriers, bourgeois, prêtres périssent. Peut-être faut-il ajouter à ce nombre les soldats de la garnison. On peut retrouver certains des noms dans le manuscrit de Claude Belot.

## Sources
- « Bataille du Port-Ringeard », dans Alphonse-Victor Angot et Ferdinand Gaugain, Dictionnaire historique, topographique et biographique de la Mayenne, Laval, A. Goupil, 1900-1910 [détail des éditions] (BNF 34106789, présentation en ligne)
- Étienne-Louis Couanier de Launay, Histoire de Laval (818-1855), Imp. Godbert, 1856, 608 p. [détail des éditions] (lire en ligne)
- Bodard de la Jacopière, Chroniques Craonnaises, p. 333.